# Staehelina petiolata
Staehelina petiolata ist eine Pflanzenart aus der Gattung Staehelina in der Familie der Korbblütler (Asteraceae). Der Gattungsname ehrt den Schweizer Arzt und Naturwissenschaftler Benedict Staehelin (Benedikt Stähelin) (1695–1750).

## Merkmale
Staehelina petiolata ist ein Strauch, der Wuchshöhen von 50 bis 100 Zentimetern erreicht. Die Blätter sind 50 bis 80 Millimeter lang, breit eiförmig oder eilänglich, stumpf oder stumpflich, ganzrandig und auf der Unterseite seidenhaarig. Der Blattstiel ist 35 bis 55 Millimeter lang. Die Blütenhülle ist 15 bis 20 Millimeter groß und länglich-zylindrisch. Die Krone ist rosa. Sowohl Fruchtknoten als auch Früchte sind kahl und 4 Millimeter groß. Der Pappus ist 15 Millimeter groß.

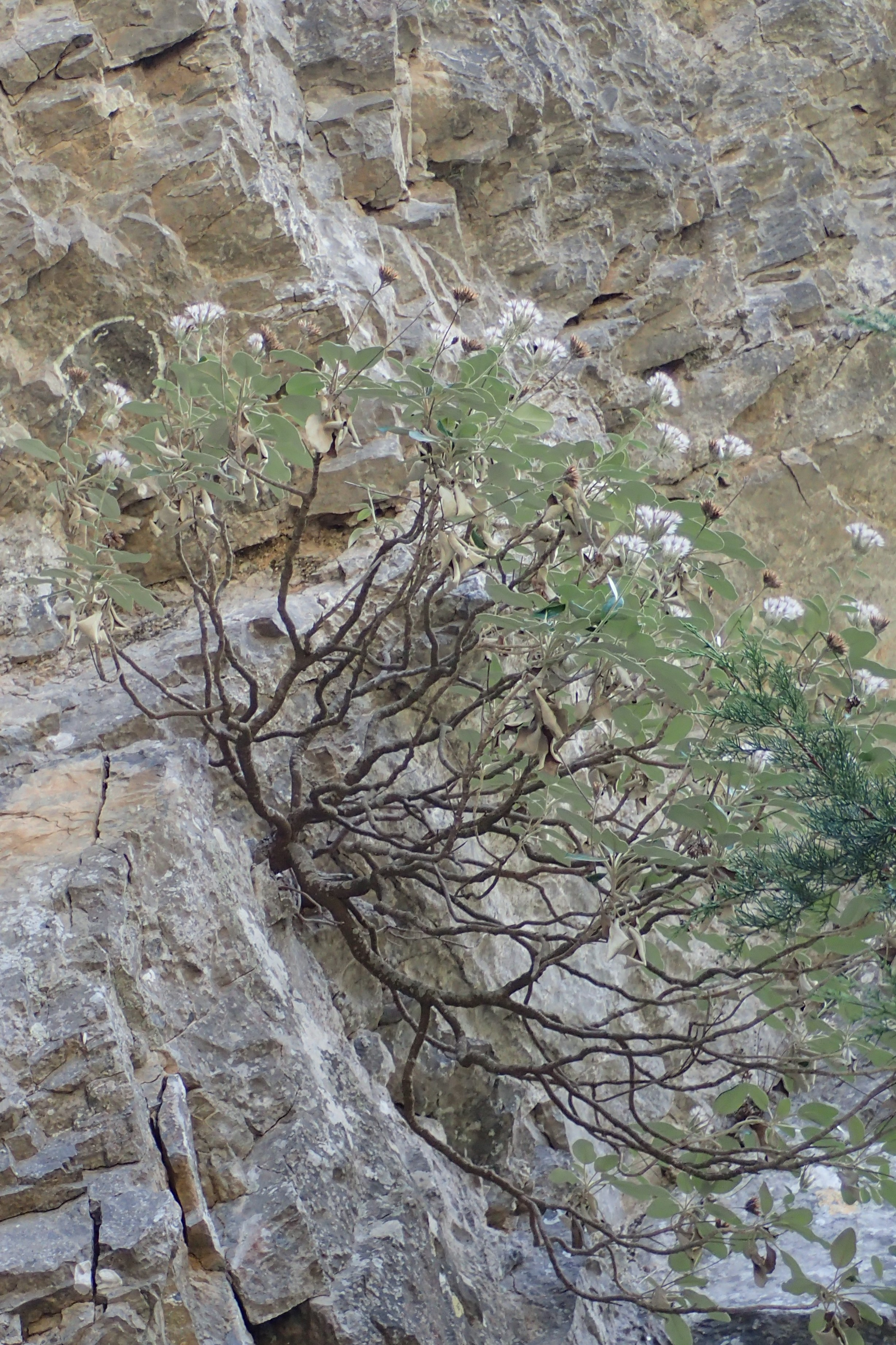
Staehelina petiolata auf Kalkfelsen

Die Blütezeit reicht von Juni bis August.
Die Chromosomenzahl beträgt 2n = 34.

## Vorkommen
Staehelina petiolata ist auf Kreta endemisch. Die Art wächst in Kalkfelsspalten in Höhenlagen von 0 bis 1450 Metern.